# Troy (Nova York)
Troy és una ciutat i la capital del Comtat de Rensselaer a l'Estat de Nova York als Estats Units d'Amèrica. Segons el cens del 2000 tenia 49.170 habitants.

## Demografia
Segons el cens del 2000, Troy tenia 49.170 habitants, 19.996 habitatges, i 10.737 famílies. La densitat de població era de 1.823,7 habitants per km².
Dels 19.996 habitatges en un 27% hi vivien nens de menys de 18 anys, en un 32,6% hi vivien parelles casades, en un 16,3% dones solteres, i en un 46,3% no eren unitats familiars. En el 36,6% dels habitatges hi vivien persones soles el 12,6% de les quals corresponia a persones de 65 anys o més que vivien soles. El nombre mitjà de persones vivint en cada habitatge era de 2,26 i el nombre mitjà de persones que vivien en cada família era de 2,97.
Per edats la població es repartia de la següent manera: un 22,1% tenia menys de 18 anys, un 17,6% entre 18 i 24, un 28,5% entre 25 i 44, un 18,1% de 45 a 60 i un 13,7% 65 anys o més.
L'edat mediana era de 32 anys. Per cada 100 dones de 18 o més anys hi havia 96 homes.
La renda mediana per habitatge era de 29.844 $ i la renda mediana per família de 38.631 $. Els homes tenien una renda mediana de 30.495 $ mentre que les dones 25.724 $. La renda per capita de la població era de 16.796 $. Entorn del 14,3% de les famílies i el 19,1% de la població estaven per davall del llindar de pobresa.

## Poblacions properes
El següent diagrama mostra les poblacions més properes.

## Persones il·lustres
- Maureen Stapleton. Actriu.
- Frederic Fradkin (1892-1965), violinista.